# Trimerotropis gracilis
Trimerotropis gracilis es una especie de saltamontes perteneciente a la familia Acrididae. Se encuentra en Norteamérica.